# Consonant ejectiva
Una consonant ejectiva (o simplement ejectiva en l'àmbit de la fonètica) és aquella consonant sorda que s'articula amb una oclusió simultània de la glotis. Determinades llengües presenten sonorants amb veu esquerdada (creaky voice) que s'agrupen amb les ejectives, mentre que en altres llengües les consonants ejectives s'agrupen amb les implosives, de tal manera que els fonòlegs han establert una classe de consonants glotalitzades.

## Descripció de les ejectives
Les ejectives són sovint febles i poden ésser confoses, en certes llengües i en contextos determinats, amb plosives no aspirades. L'antiga literatura lingüística nord-americana anomenava intermèdies (intermediates) aquestes ejectives d'articulació feble i les representava amb un símbol fonètic específic:
[C!] = ejectiva forta / [C'] = ejectiva feble
Aquestes ejectives fortes i febles no mostren, però, oposició fonològica (no són pas fonemes, doncs) en cap llenguatge conegut.
En termes tècnics, les ejectives són consonants egressives glotàliques, entre les quals [k'] és la més comuna, per tal com és fàcil d'agumentar la pressió necessària dins la minsa cavitat oral requerida per pronunciar una [k]. En proporció a la freqüència de les consonants uvulars, [q'] és encara més comuna. En canvi, [p'] és força rara, en clara oposició al patró distribucional de les implosives, en què la bilabial és comuna i la bilabial infreqüent (Joseph Greenberg 1970).

## Tipologia de les ejectives
La immensa majoria de les consonants ejectives documentades són oclusives o africades, i absolutament totes les ejectives són obstruents.
En ordre descendent de freqüència, [k'] és la més estesa de les ejectives (així mateix [q'] en les llengües que posseeixen uvulars), [t'] menys, i [p'] rareja. Entre les africades, en canvi, [ts'], [tʃ'], [tɬ'] són totes tres força comunes i [kx'] no és gens inusual (és, de fet, particularment comuna en l'inventori fonològic de les llengües khoisan), la qual cosa resulta sorprenent, ja que la consonant no ejectiva [kx] és un so molt poc freqüent.

## Transcripció AFI
En l'alfabet fonètic internacional les ejectives són representades mitjançant un apòstrof diacrític (ʼ) afegit al símbol de la consonant oclusiva simple: [k'], [p'].